# Thomas Young (wetenschapper)
Thomas Young (Milverton, 13 juni 1773 – Londen, 10 mei 1829) was een Engels natuurkundige, egyptoloog en arts. Hij wordt wel beschouwd als "de laatste persoon die alles wist" ofwel hij was bekend met vrijwel de hele toenmalige wetenschappelijke kennis. Hij stond wel bekend als "het fenomeen Young". Hij verklaarde de optische verschijnselen van de diffractie en interferentie van licht. Als egyptoloog kwam hij met de eerste wetenschappelijke ontcijfering van de hiërogliefen.

## Biografie

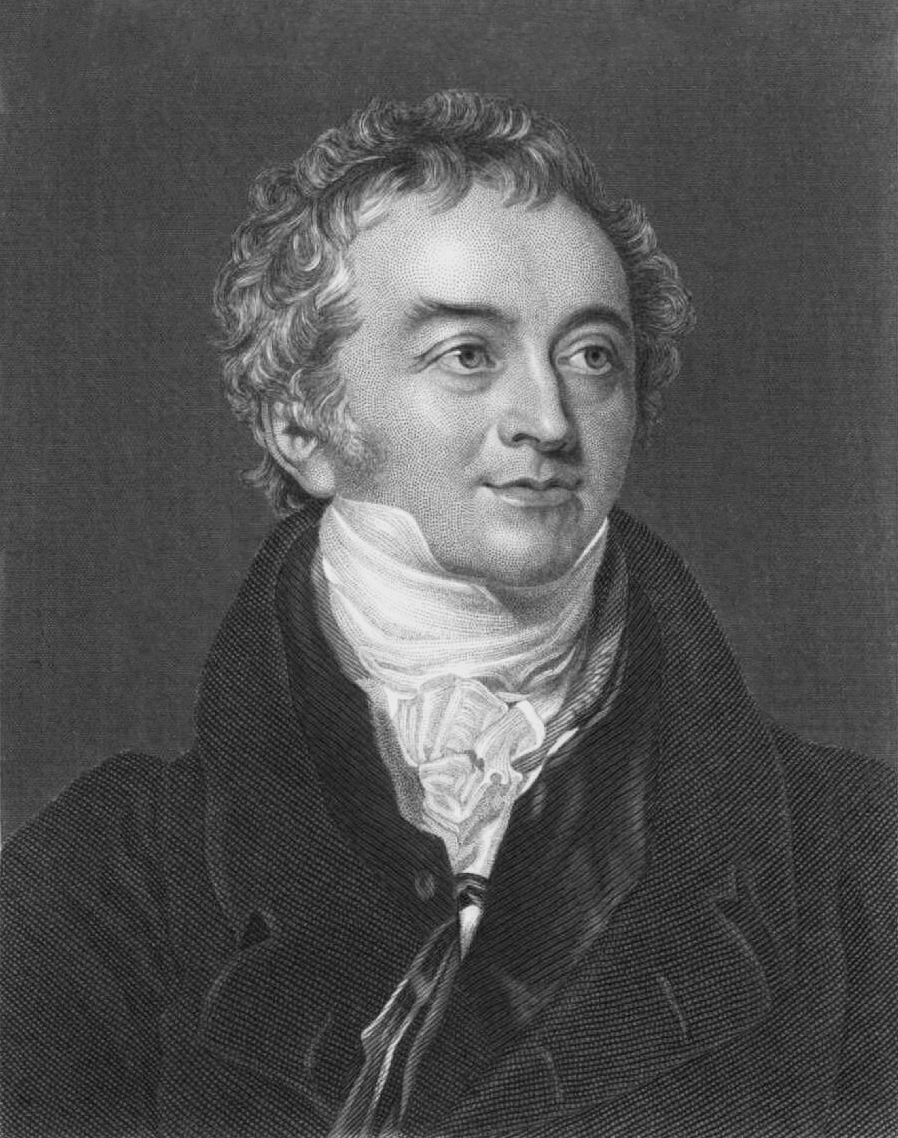
Thomas Young
(voor 1830), gravure, Henry Adlard, National Portrait Gallery

Thomas Young werd geboren in een Quakersfamilie in het kleine dorp Milverton in Somersetshire. Reeds op jonge leeftijd vertoonde hij tekenen van groot intellect. Naar verluidt kon hij als tweejarige al lezen, en had hij op veertienjarige leeftijd kennis van meer dan tien talen. Hij begon in 1792 aan een doktersopleiding in Londen, verhuisde in 1794 naar Edinburgh en in 1795 ging hij naar de universiteit van Göttingen, waar hij in 1796 de graad van doctor in de natuurkunde verwierf. In 1797 ging hij naar Emmanuel College, in Cambridge. In hetzelfde jaar erfde hij het huis en een deel van het fortuin van zijn oudoom Richard Brocklesby, waardoor hij financieel onafhankelijk werd. In 1799 vestigde hij zich als arts in Londen.
Hij raakte meer en meer in de ban van de wetenschap. Veel van zijn vroege wetenschappelijke werk publiceerde hij anoniem, om zijn reputatie als arts niet in gevaar te brengen. Door de ontdekking van de steen van Rosetta legde hij zich onder meer toe op de egyptologie.
Thomas Young stierf in Londen in 1829, 55 jaar oud.

## Egyptologie

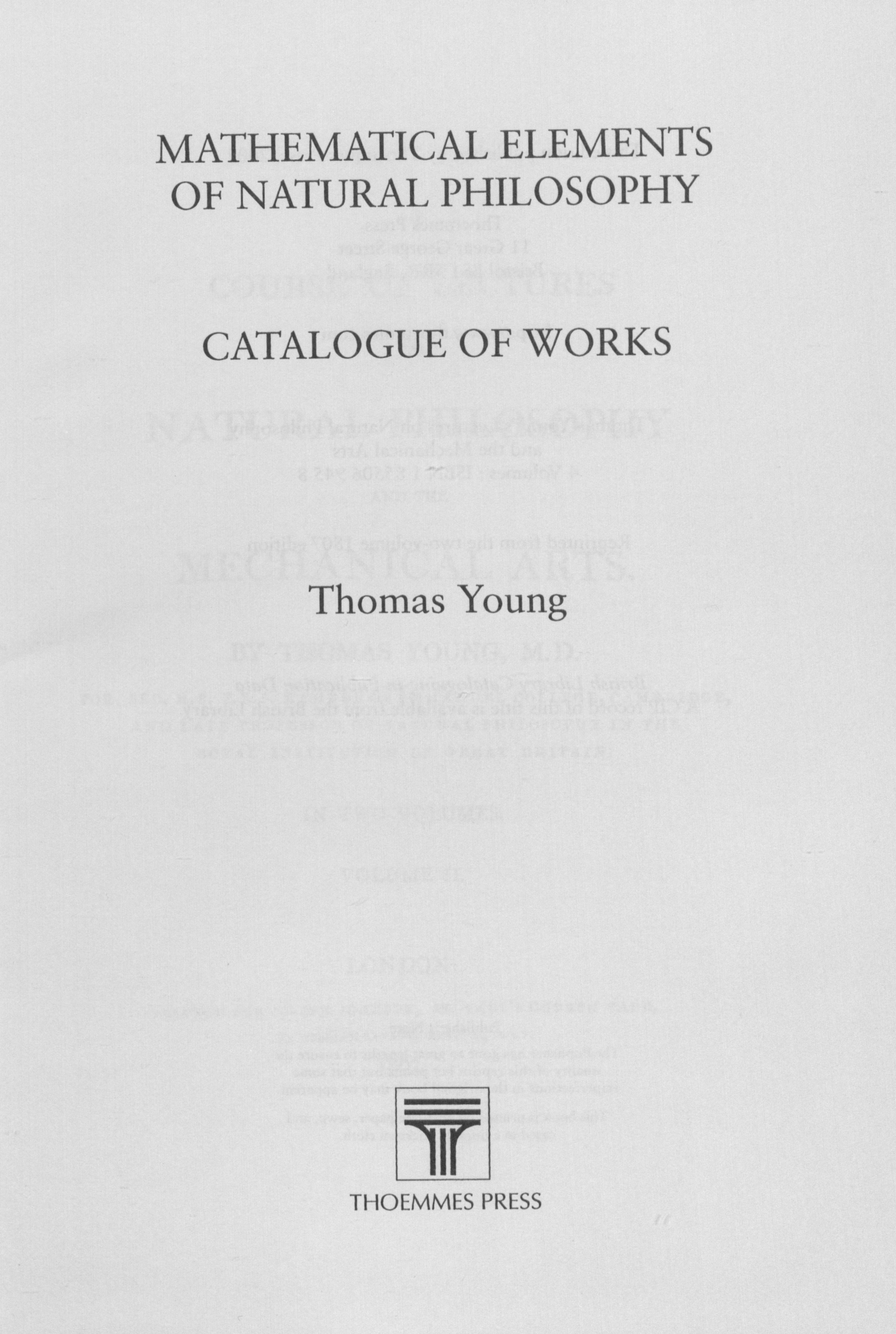
Mathematical elements of natural philosophy, 2002

Young was de eerste wetenschapper die de Steen van Rosetta gedetailleerd onderzocht. Hij vergeleek de Egyptische tekst met de Griekse en probeerde een equivalent te maken tussen de Griekse en Egyptische woorden. Hij probeerde hetzelfde te doen met de  demotische tekst. Hij kwam zo tot het inzicht dat het demotisch, hiëratisch, en hiëroglifisch schrift verwanten van elkaar zijn. Hij vergeleek deze drie schriften met elkaar en probeerde daarin equivalente tekens te vinden. Ook ontdekte Young dat bepaalde hiërogliefen fonetisch waren. Hij wist dat de cartouche de naam van de farao uitdrukte en kon zo verschillende hiërogliefen vertalen. Champollion zou ongeveer dezelfde methode toepassen als Young en tot een algemene ontcijfering van de hiërogliefen komen. In welke mate Champollion zich gebaseerd heeft op Young is nog steeds een felle discussie. Champollion heeft altijd beweerd dat hij zelfstandig tot de oplossing is gekomen.

## Vernoemd
- Young's modulus, maat voor de buigzaamheid van materialen
- Young, een inslagkrater op de Maan

## Publicaties
- 1802 – The Bakerian lecture: On the theory of light and colours, Philosophical Transactions of the Royal Society, 92, 12 - 48

airy-schijf · amplitude · brekingsindex · brewsterhoek · dopplereffect · fase · foto-elektrisch effect · frequentie · fresnelvergelijkingen · fresnel-zoneplaat · getal van Abbe · golffront · golflengte · holografie · intensiteit · interferometer ·  laser · lasersnijden · lichtenergie · lichtgrootheden en -eenheden · lichtmeter · lichtsnelheid · lichtsterkte · lichtstroom · Mach-Zehnder-interferometer · Michelson-interferometer · ooggevoeligheid · optische vezel · polarimeter · polarisatie · poynting-vector · principe van Huygens-Fresnel · principe van Fermat · prisma · schlierenoptica · specifieke lichtstroom · stralingsdeler · tralie · transversale golf · verlichtingssterkte · wet van Bragg
infrarood · kleur · licht · monochromatisch licht · spectrum · ultraviolet · wit licht
absorptie · coherentie · diffractie · dispersie · interferentie · lichtbreking · reflectie · totale interne reflectie · transmissie
emissie · gestimuleerde emissie · fluorescentie · fosforescentie · luminantie · luminescentie
fluorescentiespectroscopie · spectraalanalyse · spectraallijn · Spectroscopie · UV/VIS-spectroscopie
halo · newtonring
David Brewster · Christian Doppler · Charles Fabry · Pierre de Fermat · Joseph von Fraunhofer · Dennis Gabor · Augustin Fresnel · Heinrich Hertz · Christiaan Huygens · Hendrik Lorentz · Albert Michelson · James Clerk Maxwell · Edward Morley · Isaac Newton · Alfred Pérot · Thomas Young
- Bibsys: 90598518
- Biblioteca Nacional de Chile: 000732119
- Biblioteca Nacional de España: XX1765928
- Bibliothèque nationale de France: cb12571287f (data)
- Author citation (botany): Young
- Catàleg d'autoritats de noms i títols de Catalunya: 981058516398806706
- Gemeinsame Normdatei: 118808184
- International Standard Name Identifier: 0000 0000 8349 2311
- Library of Congress Control Number: n85830093
- Bibliotheek van het Japanse parlement: 032641250
- Nationale Bibliotheek van Tsjechië: nlk20000085423
- Nationale bibliotheek van Australië: 35625117
- Nationale Bibliotheek van Israël: 987007270151505171
- Nationale Bibliotheek van Polen: a0000002774488
- Nederlandse Thesaurus van Auteursnamen: 071637729
- Réseau des bibliothèques de Suisse occidentale: 02-A012393454
- Istituto Centrale per il Catalogo Unico: TO0V559541
- SNAC: w6c839rq
- Système universitaire de documentation: 035025816
- Trove: 1019643
- Union List of Artist Names: 500441413
- Virtual International Authority File: 128851
- WorldCat: E39PBJrcqcMPtB9TPTPFb4JkXd